# Acropora prolifera
Acropora prolifera är en korallart som först beskrevs av Jean-Baptiste Lamarck 1816.  Acropora prolifera ingår i släktet Acropora och familjen Acroporidae. Inga underarter finns listade i Catalogue of Life.